# Lijst van burgemeesters van Goudswaard
Dit is een lijst van burgemeesters van de voormalige Nederlandse gemeente Goudswaard tot die gemeente op 1 januari 1984 opging in de gemeente Korendijk.
| Ambtsperiode | Naam burgemeester                            | Partij of stroming | Bijzonderheden                                                                              |
| ------------ | -------------------------------------------- | ------------------ | ------------------------------------------------------------------------------------------- |
| 18?? - 18??  |                                              |                    |                                                                                             |
| 18?? - 1850? | A.J. (Adrianus Jan) van Driel (ca.1803-1851) |                    |                                                                                             |
| 1850 - 1889  | Mr. Johannes Frederik de Meij Mecima         |                    | tevens burgemeester van Nieuw-Beijerland (1837-1889) en Piershil (1844-1889)                |
| 1889 - 1931  | A.H. Zahn                                    |                    | tevens burgemeester van Piershil                                                            |
| 1931 - 1936  | Roelof (R.) Tjalma                           |                    | tevens burgemeester van Piershil                                                            |
| 1936 - 1944  | Sander (S.) Hammer                           | ARP                | tevens burgemeester van Piershil en vanaf 1938 ook van Nieuw-Beijerland                     |
| 1944 - 1945  | M.A. Simonis                                 | NSB                | waarnemend, tevens waarnemend burgemeester van Nieuw-Beijerland en Piershil                 |
| 1945 - 1949  | Sander (S.) Hammer                           | ARP                | tevens burgemeester van Nieuw-Beijerland en Piershil; later burgemeester van Oud-Beijerland |
| 1950 - 1956  | W.J.D. van Dijck                             |                    | tevens burgemeester van Nieuw-Beijerland en Piershil; later burgemeester van Maassluis      |
| 1957 - 1976  | Pieter (P.G.) Vries                          | CHU                | tevens burgemeester van Nieuw-Beijerland en Piershil                                        |
| 1977 - 1984  | Bas (B.) Kolbach                             | CDA                | tevens burgemeester van Nieuw-Beijerland en Piershil; vanaf 1984 burgemeester van Korendijk |